# Кенері-Ворф

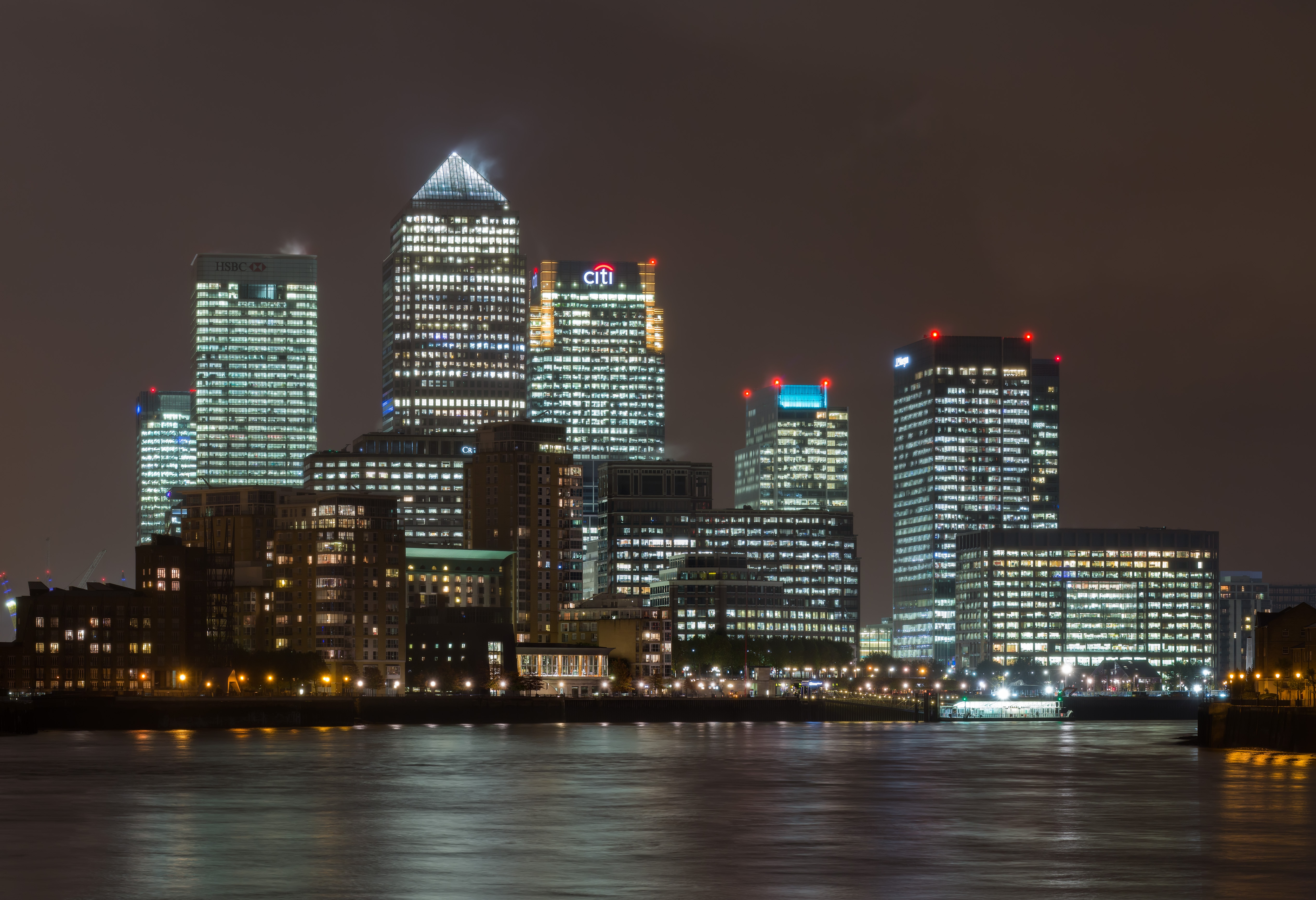
Вид на Кенері-Ворф (2012)

Кенері-Ворф (англ. Canary Wharf) — діловий квартал в східній частині Лондона. Квартал знаходиться на Собачому острові. Район Кенері-Ворф — приклад формування нового функціонального ядра міського середовища на місці деградованих міських кварталів індустріальної спеціалізації.

## Історія
Район Кенері- Ворф можна одночасно назвати й історичним, і сучасним. Аж до середини XX століття це був знаменитий район лондонських доків (West India Docks), що були головною торговою гаванню Лондона. Після того, як значущість морської торгівлі почала різко зменшуватися, район доків втратив своє значення і фактично збезлюднів. Однак вже до початку нашого століття (якихось 25 років тому) Кенері-Ворф придбав абсолютно несподіваний вигляд, ставши (завдяки інтенсивному будівництву суперсучасних житлових і офісних будівель) другим за величиною (після Сіті) фінансовим центром Великої Британії. У 1988 році за підтримки уряду, Маргарет Тетчер, почала реалізовувати ідею банкіра Міхаеля фон Клема побудувати на території колишнього порту діловий квартал. Попри те, що створилася криза на ринку нерухомості в 1990-ті, справу все-таки було доведено до кінця. Будинки росли як гриби, район забудовувався, розвивався і сьогодні він складає конкуренцію City — історичного ділового центру Лондона. Кенері-Ворф є діловим районом Лондона, що швидко зростає: в 1996 число робочих місць в кварталі становило близько 15 000, в 2006 кількість зросла до 78 000, а до 2016 очікується, що в Кенері-Ворф працюватимуть близько 150 000 осіб. Зараз на роботу в Кенері-Ворф щодня приїжджають понад 100 000 осіб, чверть з них проживають в прилеглих районах. Житлова нерухомість району будувалася паралельно офісним центрам і незмінно мала і має гарний попит, що змушує девелоперів постійно пропонувати нові проєкти. Так, в березні 2014 року був отриманий дозвіл на будівництво 58-поверхового житлового комплексу на 566 апартаментів.

## Назва
Кенері-Ворф названо на честь причалу, до якого пришвартовувалися кораблі, що привозили фрукти з Канарських островів. А навколо цього причалу розкинувся один з найбільших в світі — Лондонський порт. У другій половині минулого століття настало століття контейнеровозів, до чого порт так і не зміг пристосуватися. А «собачим островом» це місце було названо через те, що місцеве населення жило не в найкращих умовах.

## Опис
Район розташований на річці й, з деякою часткою фантазії, його можна порівняти з осучасненою Венецією: мости, містки, переходи і кругом види на Темзу. Звичайно, таке порівняння дуже сміливе: хмарочоси (включаючи другий за величиною у Великій Британії офісний комплекс One Canada Square), домінування скла, сталі та бетону не дадуть забути про те, що Ви все-таки перебуваєте в дуже сучасному і динамічному районі. Дизайнерам і проєктувальникам була дана повна свобода дій і вони прекрасно впоралися зі своїм завданням — висотні офісні будівлі відмінно гармоніюють зі старими будинками, доками і портовими кранами.  Втім, якщо буде бажання доторкнутися до минулого району, то це зробити також не дуже складно: трохи далі від центру Кенері- Ворф ще можна прогулятися старими вуличками і помилуватися забудовою вікторіанських часів. Підхід до планування транспортної та соціальної інфраструктури району можна назвати успіхом архітекторів. Наявність ліній метро (включаючи сучасну лінію, що з'єднала Кенері-Ворф з аеропортом Лондон-Сіті), автобусних та навіть водних маршрутів, що доставляють жителів району фактично в будь-яку точку британської столиці говорить сама за себе. Що вже говорити про величезну кількість ресторанів, фітнес-центрів та інших атрибутах комфорту для сучасної людини. Навколо бізнес кварталу в старих масивних будівлях розташувалися одні з найбільших готелів Лондона, такі як Britania International, Hilton London, Mariott Hotel та інші. Попри те, що квартал цей виключно діловий, приїхати сюди заради шопінгу теж можливо. Прямо під найбільшим хмарочосом One Canada Square, висота якого становить цілих 235 метрів, сховався підземний торговий центр Cabot Place Shopping Mall.

## Сквери
Перший сквер Canada Square Park знаходиться біля підніжжя найвищого хмарочоса і названий на його честь. Він являє собою невелику прямокутну зелену галявину. А взимку на цьому місці знаходиться один з найбільших крижаних ковзанок в місті. Другий сквер Jubilee Park — найбільший і знаходиться він прямо над станцією метро Кенері-Ворф. Цей сквер дуже притягує, хочеться гуляти по ньому якомога довше. По всій довжині парку протікає струмок з крихітними водопадиками на кам'яних ярусах. А навколо ростуть красиві дерева і чагарники камелії, які навесні радують перехожих пишними яскравими квітами. Третя зелена зона — Wood Wharf. Це місце відпочинку знаходиться з правого боку Південного дока. До нього веде помаранчевий понтонний місток від площі Montgomery Square. Wood Wharf обладнаний столиками, парасольками, стільцями та лавками.